# Highlights from Porgy and Bess
《Highlights from Porgy and Bess》는 조지 거슈윈의 오페라인 포기와 베스가 1935년 10월 10일 브로드웨이에서 상연한 지 며칠 되지 않아 녹음된 음반이다. 오페라에서는 아프리카계 미국인만 출연하지만, 음반은 대부분 백인의 오페라 가수들이 녹음하였다. 음반 표지에는 "작곡가의 감독 하에 녹음"이라 써져 있다.
녹음은 SP 음반 4개로 이루어져 있으며, 빅터 레코드는 네 개의 음반에 각각 11878부터 11881까지의 넘버를 부여하였다.

## 캐스트
- 로런스 티벳 (포기)
- 헬렌 젭슨 (베스)
- 알렉산더 스몰렌스 (지휘자)
- 나다니엘 실크렛 ("My Man's Gone Now"의 지휘자)

## 트랙 리스트
1. "It Ain't Necessarily So" (2막), Victor 11878-A
2. "The Buzzard Song" (2막) Victor 11878-B
3. (1) Scene: "Summertime" and Crap Game, (2) A Woman is a Sometime Thing (Act 1),  Victor 11879-A
4. "Bess, You Is A Woman Now" (1막), Victor 11879-B
5. "I Got Plenty o' Nuttin" (2막), Victor 11880-A
6. "Where is my Bess" (3막), Victor 11880-B
7. Lullaby:"Summertime and the Livin' is Easy" (1막), Victor 11881-A
8. "My Man's Gone Now" (1막), Victor 11881-B

## 재발매
이 음반의 실린 노래 중 몇 개는 콤팩트 디스크(CD)를 통해 여러 회사에서 재발매가 되었다.
- Lawrence Tibbett: From Broadway to Hollywood, Nimbus Records, UPC 710357788123
- Porgy and Bess (Original Cast Recordings) (1935-1942), Naxos Records, 8.110219-20  보관됨 2007-09-26 - 웨이백 머신